# Jana Julia Roth
Jana Julia Roth (geboren 1990 in Chemnitz) ist eine deutsche Schauspielerin und Synchronsprecherin.

## Leben
In den Jahren 2011–2015 absolvierte Roth ihr Schauspielstudium an der Akademie für Darstellende Kunst Baden-Württemberg.
Während ihres Studiums wirkte sie bereits an mehreren Spielfilmen in kleineren Rollen sowie am Staatstheater Karlsruhe an Inszenierungen in der Reihe „Das neue Stück“ mit.
In den Jahren 2015 bis 2017 war sie am Theater Bremen und Stadttheater Bremerhaven engagiert.

## Rollen im Theater
Ab der Spielzeit 2019/2020 Gast am Hans Otto Theater Potsdam. In „Gans, du hast mein Herz gestohlen!“ (von Marta Guśniowska in der Übersetzung von Anna Szostak-Weingartner) spielte sie 2019/2020 am Hans Otto Theater Potsdam unter Sebastian Wirnitzers Regie (Intendanz Bettina Jahnke) die Titelrolle.
In der Antigone von Sophokles in Simon Werles Übersetzung stellte sie am Stadttheater Bremerhaven die Ismene dar, Regie führte Antje Thoms.

## Filmrollen
In der Fernsehserie Der Usedom-Krimi spielt sie seit 2018 die Polizistin Dorit Martens.
Im Tatort: Wie alle anderen auch war sie in der Rolle der Tatverdächtigen Katja Fischer zu sehen. Im Tatort: Schattenleben spielt sie die Maike Nauener. In SOKO Stuttgart: Geisterjagd spielte sie die Rolle Anita Wächter.
Im Film Systemsprenger übernahm sie den Part der Erzieherin Saskia.
Im Jahr 2021 bekleidete sie eine Nebenrolle in Anne Zohra Berracheds Beziehungsdrama Die Welt wird eine andere sein.

## Filmografie (Auswahl)
- 2014: Göttliche Funken
- 2014: Zwischen uns und denen da draußen (Kurzfilm)
- 2015: Dr. Klein: Entscheidungen (Fernsehserie)
- 2017: Eltern und andere Wahrheiten
- 2019: Solo für Weiss: Für immer schweigen (Fernsehreihe)
- seit 2019: Der Usedom-Krimi (Fernsehreihe) → siehe Folgen
- 2019: Systemsprenger
- 2020: SOKO Stuttgart: Geisterjagd (Fernsehserie)
- 2021: Tatort: Wie alle anderen auch (Fernsehreihe)
- 2021: Die Welt wird eine andere sein
- 2022: Tatort: Schattenleben (Fernsehreihe)
- 2023: SOKO Wismar: Bauernsterben (Fernsehserie)
- 2022: Strafe (Fernsehreihe)
- 2023: SOKO Hamburg: In Teufels Küche (Fernsehserie)
- 2023: München Mord: Der gute Mann vom Herzogpark (Fernsehreihe)
- 2023: SOKO Potsdam: Bauernopfer (Fernsehserie)
- 2024: Polizeiruf 110: Wasserwege